# Wichradz
Wichradz (prononciation : [ˈvixrat͡s]) est un village polonais de la gmina de Warka dans le powiat de Grójec de la voïvodie de Mazovie dans le centre-est de la Pologne.
Il se situe à environ 6 kilomètres à l'ouest de Warka (siège de la gmina), 20 kilomètres au sud-est de Grójec (siège du powiat) et à 49 kilomètres au sud de Varsovie (capitale de la Pologne).
Le village possède approximativement une population de 220 habitants.

## Histoire
De 1975 à 1998, le village appartenait administrativement à la voïvodie de Radom.